# Glaciar Bahía del Diablo
Der Glaciar Bahía del Diablo ist mit etwas mehr als 14,3 km² Fläche ein verhältnismäßig kleiner Gletscher auf der Vega-Insel, die der Antarktischen Halbinsel in unmittelbarer Nähe von deren nordöstlichem Ende vorgelagert ist. Es handelt sich um einen Auslassgletscher der Eiskappe, die etwa zwei Drittel der Insel bedeckt. Der Gletscher reicht etwa von 630 bis 50 Meter Höhe und endet mit einer Gletscherzunge an Land, ungefähr einen Kilometer von der Devils Bay an der Nordküste der Vega-Insel entfernt. Die Zunge überfährt dabei eine Moräne, in deren Inneren sich Eis befindet und die auf einer periglazialen Ebene mit Permafrostboden liegt. Die Gleichgewichtslinie des Gletschers liegt ungefähr auf einer Höhe von 400 Metern, dort liegt die mittlere Jahrestemperatur zwischen −7 °C und −8 °C.

## Messung der Massenbilanz
In der Antarktis gibt es nur wenige Gebiete, in denen es Gletscher gibt, die an Land enden und somit keine Gezeitengletscher sind. Hierzu zählt die Vega-Insel und deren Nachbarinsel, die James-Ross-Insel. Die Bestimmung der Massenbilanz alleine mit der glaziologischen Methode ist nur für Gletscher möglich, die an Land enden, da sonst der Massenverlust durch das Kalben berücksichtigt werden müsste. Deshalb und da es bereits Forschungsstationen in der Nähe des Gletschers gab, wurde Ende 1999 von argentinischen Glaziologen eine Messreihe begonnen. Der Besuch des Gletschers ist dabei nur einmal im Jahr möglich, somit kann nicht zwischen Sommer- und Winterbilanz differenziert werden. In den ersten zehn Jahren ergab sich dabei jeweils eine negative Massenbilanz, den größten Massenverlust gab es im Jahr 2002 mit −510 Millimetern Wasseräquivalent (mm WE), die durchschnittliche mittlere jährliche spezifische Massenbilanz der ersten 10 Jahre betrug −307 mm WE. Im elften Jahr, dem Haushaltsjahr 2009/2010 gab es mit 370 mm WE erstmals eine positive Massenbilanz seit Beginn der Messreihe. Es zeigt sich dabei, dass es einen Korrelation mit der Lufttemperatur und dem Jahresniederschlag gibt.